# The Miracle (chanson)
Cet article concerne la chanson de Queen. Pour l'album du même groupe, voir The Miracle.
Singles de Queen
Scandal
(1989) Innuendo
(1991)
Pistes de The Miracle
Khashoggi's Ship I Want It All
The Miracle est une chanson du groupe britannique Queen, sortie en 1989. Il s'agit du 5e et dernier single extrait de l'album du même nom sorti la même année.

## Autour de la chanson
L'auteur principal de la chanson est Freddie Mercury. Ce dernier et John Deacon travaillèrent en studio avant de décider quel serait le thème de la chanson. Le groupe entier contribua aux paroles, bien que les trois autres membres ont toujours vu Mercury comme le compositeur de la chanson. La chanson a été créditée à Queen car il en avait été décidé ainsi pendant la conception de l'album. Alors que The Miracle est une des chansons favorites de Brian May et Freddie Mercury, Roger Taylor déclare dans le commentaire audio du DVD Greatest Video Hits II que, bien que n'étant pas une de ses préférées, il la respecte en tant que piste « incroyablement complexe ». En effet, à plusieurs reprises, la chanson semble se terminer, mais repart avec une nouvelle mélodie. C'est le cas, notamment, vers la quatrième minute où un solo de guitare dont la mélodie ne ressemble en rien à celles des couplets et refrains vient prolonger The Miracle. Et c'est encore le cas après, où une partie chantée, elle aussi unique, vient remplacer le solo de guitare. La chanson se termine en fondu sur cette dernière mélodie répétée trois fois.

## Clip vidéo
Le clip montre quatre enfants jouant les membres de Queen jeunes pendant la quasi-intégralité du clip. Les vrais membres n'apparaissant qu'à la fin. L'enfant qui joue le rôle de Freddie Mercury est l'acteur Ross McCall. Le clip retrace la carrière scénique du groupe, les enfants portant les mêmes tenues que leurs doubles selon les époques. Freddie Mercury a déclaré qu'il « les aurait bien envoyés en tournée à [la place de Queen] », à la suite de leur excellente prestation. Les enfants ont été sélectionnés sur casting à l'échelle de toute la Grande-Bretagne.

## Classements
| Classements (1989-1990) | Position |
| ----------------------- | -------- |
| Pays-Bas                | 16       |
| Royaume-Uni             | 21       |
| Irlande                 | 23       |
| Belgique                | 28       |
| Allemagne               | 78       |

## Crédits
- Freddie Mercury : chant principal, chœurs, piano, synthétiseurs
- Brian May : guitare électrique, chœurs
- Roger Taylor : batterie, chœurs
- John Deacon : basse